# Cyprus op het Eurovisiesongfestival 2021
Cyprus nam deel aan het Eurovisiesongfestival 2021 in Rotterdam, Nederland. Het was de 37ste deelname van het land aan het Eurovisiesongfestival. CyBC was verantwoordelijk voor de Cypriotische bijdrage voor de editie van 2021.

## Selectieprocedure
Op 1 juni 2020 bevestigde de Cypriotische openbare omroep te zullen deelnemen aan de komende editie van het Eurovisiesongfestival. CyBC gaf meteen mee dat Sandro Nicolas, die Cyprus zou vertegenwoordigen op het geannuleerde Eurovisiesongfestival 2020, niet opnieuw zou voorgedragen worden als de Cypriotische kandidaat.
Op 25 november 2020 maakte CyBC bekend dat Elena Tsagrinou het eiland zou gaan vertegenwoordigen in Rotterdam. Op 24 februari 2021 werd haar bijdrage El diablo vrijgegeven op de website van CyBC.

## In Rotterdam
Cyprus trad aan in de eerste halve finale, op dinsdag 18 mei 2021. Tsagrinou was als achtste van zestien acts aan de beurt, net na Lesley Roy uit Ierland en gevolgd door TIX uit Noorwegen. Cyprus eindigde uiteindelijk op de zesde plaats met 170 punten en wist zich zo verzekerd van een plaats in de finale.
In de finale was Tsagrinou als eerste van 26 acts aan de beurt, gevolgd door Anxhela Peristeri uit Albanië. Cyprus eindigde uiteindelijk op de zestiende plek, met 94 punten.
1981 · 1982 · 1983 · 1984 · 1985 · 1986 · 1987 · 1988 · 1989 · 1990 · 1991 · 1992 · 1993 · 1994 · 1995 · 1996 · 1997 · 1998 · 1999 · 2000 · 2001 · 2002 · 2003 · 2004 · 2005 · 2006 · 2007 · 2008 · 2009 · 2010 · 2011 · 2012 · 2013 · 2014 · 2015 · 2016 · 2017 · 2018 · 2019 · 2020 · 2021 · 2022 · 2023 · 2024 · 2025
Albanië · Australië · Azerbeidzjan · België · Bulgarije · Cyprus · Denemarken · Duitsland · Estland · Finland · Frankrijk · Georgië · Griekenland · Ierland · IJsland · Israël · Italië · Kroatië · Letland · Litouwen · Malta · Moldavië · Nederland · Noord-Macedonië · Noorwegen · Oekraïne · Oostenrijk · Polen · Portugal · Roemenië · Rusland · San Marino · Servië · Slovenië · Spanje · Tsjechië · Verenigd Koninkrijk · Zweden · Zwitserland